# Заволоцкий путь
Заволоцкий путь — исторический путь для перевозки товаров в Заволочье.
Заволоцкий путь шёл вверх по притоку Волги реке Шексне до устья реки Славянки. Далее вверх по Славянке до волока к селу Волокославинскому на реке Порозовице. Затем путь шёл Порозовицей к Кубенскому озеру из которого вытекает Сухона. Этот маршрут вёл на Северную Двину, другой маршрут вёл в бассейн реки Онеги. Он шёл верх по Шексне, вероятно, до устья реки Пидьмы. Затем вверх по Пидьме до десятивёрстного волока к реке Ухтомке, по озеру Воже (Чаронде), реке Свиди и озеру Лаче из которого вытекает река Онега.